# Pleterniceszentmiklós
Pleterniceszentmiklós (horvátul: Pleternica) város és község Horvátországban, Pozsega-Szlavónia megyében.

## Fekvése
Pozsegától légvonalban 17, közúton 24 km-re keletre, községközpontjától légvonalban 8, közúton 10 km-re délre, a Pozsegai-medence bejáratánál az Orljava és a Longya folyók találkozásánál, a Pozsegai-hegység és a Dilj-hegység ölelésében egy szűk völgyben fekszik.

## A község települései
A községhez összesen 39 település tartozik: Ašikovci, Bilice, Blacko, Brđani, Bresnica, Bučje, Buk, Bzenica, Ćosinac, Frkljevci, Gradac, Gradpatak (Ratkovica), Kadanovci, Kalinić, Kapronca (Požeška Koprivnica), Kisbilács (Mali Bilač), Kisdarnóc (Brodski Drenovac), Knežci, Komorica, Kuzmica, Lakušija, Mihaljevići, Novoselci, Pleterniceszentmiklós, Pleternički Mihaljevci, Poloje, Pozsegamindszent (Sesvete), Resnik, Srednje Selo, Sulkovci, Szvinna (Svilna), Trapari, Tulnik, Vesela, Viškovci, Vrčin Dol, Zagrađe és Zarilac.

## Nevének eredete
Magyar nevét középkori templomának védőszentjéről, Szent Miklósról nyerte. Előtagja, a Pleternice a 'fonadék, vesszőkerítés, cserény' jelentésű szláv pleter szóból származik.

## Története
A régészeti leletek tanúsága szerint a város területén már ősidők óta éltek emberek. A településtől délkeletre fekvő sík területen, a Pozsegai és a Dilj-hegység között, a Longya jobb partján, az „Omerovke –Tukovi” lelőhelyen 2006-ban végzett feltárások során számos kőkorszaki lelet, kerámiatöredék, kőszerszámok, égett földdarabok kerültek elő, melyek mind egy, az újkőkor utolsó időszakára, az ún. rézkorra keltezhető településre utalnak. A kőkori leletek mellett középkori és újabb kori díszes kerámiák, cseréppipák, vaspatkók és ruhák fémrészei is előkerültek. A „Gornjice” lelőhelyen késő bronzkori és középkori leleteket, a „Gložđe” lelőhelyen pedig kora vaskori település maradványait találták meg. Mindez azt bizonyítja, hogy Pleterniceszentmiklós területe az őskor óta folyamatosan lakott volt.
A középkori település első valószínű említése 1270-ből maradt fenn. A neves horvát történész, zágrábi kanonok Baltazar Adam Krčelić a korabeli egyházi tizedjegyzékben bukkant rá egy itteni nemesre, bizonyos Rudolf fia Péterre. Az okiratban a település még „St. Nicholas” alakban szerepel. Ugyancsak Szentmiklós néven említi az 1335 körül kelt pápai tizedjegyzék is. 1375-ben nemeseit „Nobiles de S. Nicolas” néven említik. A Pleternice név csak 1427-ben bukkan fel először „Pleternyche” alakban. A Pleterniceszentmiklós névalak 1463-tól jelenik meg először „Pleternicze Zenthmiklos”, majd 1470-ben „Pleternyczzenthmyklos” formában. A Pleternicei (Pleternicze-szentmiklósi) és a pleterniczei Török családoké volt. 1432-ben és 1443-ban az uradalom egy részét már a Garaiak kezén találjuk. A Pleterniczei családról még annyit, hogy 1470-ben Mátyás király Pleterniczeszentmiklósi János királyi kancelláriai jegyzőt és testvérét, Istvánt a macsói bánok és helyetteseik, valamint a megyei hatóságok bíráskodása alól kivette és kizárólagosan a király személyes bíráskodása alá rendelte.
A pleternicai vár a középkorban egy kisebb birtok központja volt. A Szent Miklós plébániatemplom a mai templomtól nyugatra lévő kisebb dombon, a mai temető helyén állt. Ennek a várnak az utolsó maradványait, 1927-ben beépítették a temető kerítésfalába. A 16. század elején a grabarjai Beriszlávics család (Berislavić Grabarjski) birtoka volt. A törökök 1536-ban szállták meg és egészen 1687-ig hatalmuk alatt tartották. A török uralom idején náhije székhelye volt.
A török uralom idején muzulmán hitre tért horvátok lakták, akik a török kiűzésével Boszniába menekültek. Helyükre főként Boszniából katolikus horvátok érkeztek. 1698-ban „Pleternicza” néven 52 portával szerepel a török uralom alól felszabadított szlavóniai települések összeírásában. 1702-ben 73, 1730-ban 85, 1746-ban már 122 ház állt a településen.
A török uralom alóli felszabadulás után a birtok az udvari kamara irányítása alá került. Károly király 1728-ban a pleternicei birtokot, Pakráccal együtt udvari titkos tanácsosának Imbsen bárónak adományozta, aki létrehozta a pleternicai uradalmat. Ebben az időben újult meg a Szent Miklós templom. Felépült két kápolna is, a város közepén álló Nepomuki Szent János és a Pozsegára vezető út melletti Szent Rókus és Sebestyén tiszteletére szentelt kápolna. 1754-ig a hívek szolgálatát a ferences atyák látták el. Imbsen halála után özvegye eladta Pleternica és Pakrác birtokait báró Trenk Ferencnek (Franz von der Trenck-nek). 1746-ban Trenk Ferencet elítélték, életfogytiglani börtönbe vetették és összes javait elkobozták. Pleternica néhány esztendőre újra az udvari kamara irányítása alá került. Mária Terézia királynő 1751-ben a birtokot somoskői Péterffy Jánosnak adományozta. Ekkor az uradalomhoz Pleternicán kívül, 38 falu, 248 faluhely (szállás) és 737 jobbágy tartozott. Péterffy halála után 1798-ban, nemes-ságodi Szvetich Jakab vásárolta meg. Szvetich elismert reformgondolkodású mezőgazdász volt. A pleternicei gazdaság az ő idejében élte virágkorát. Halála 1834 után örökösei lettek a birtokosok, akik csak a 19. század második felében adták el. Több tulajdonos után végül Bródi vagyonkezelői hivatal tulajdonába került, amely a birtokot megtartotta, az 1945-ös államosításig. Ekkor az uradalom legfőbb terméke az első osztályú bor volt, borai közül a legismertebb a Klikun volt. Ezen kívül búzát, kukoricát, árpát, zabot, rozst, lóherét, répát, gyümölcsöt, bort, épület és tűzifát termeltek és tenyésztettek szarvasmarhát is
Az első katonai felmérés térképén „Dorf Pleternicz”néven található. Lipszky János 1808-ban Budán kiadott repertóriumában „Pleternicza” néven szerepel. Nagy Lajos 1829-ben kiadott művében „Pleternicza” néven az oppidumok között 96 házzal, 751 katolikus és 39 ortodox vallású lakossal találjuk. A 19. században mezőváros rangot élvez. 1868-ban, a horvát-magyar kiegyezés értelmében Pozsega vármegye részeként az autonóm társország státusú Horvát-Szlavónországhoz kerül. 1891-ben megalakult a helyi önkéntes tűzoltóegylet. 1894-ben vasúti összeköttetést nyert. Egy eszéki szlavón részvénytársaság építette meg a helyiérdekű Eszék-Nekcse-Batrina vonalat, Pleternica-Pozsegai leágazással. 1905-ben megalapították a „Trenk” énekkart. 1907-ben a várost bekapcsolták az országos telefonhálózatba, nagy szenzációt keltve még ebben az évben megkezdte működését az első kinematográf. A településen és a környéken élő jelentős lélekszámú magyar közösség számára 1909-ben megnyílt a magyar iskola, amelyet a MÁV tartott fenn.
A településnek 1857-ben 911, 1910-ben 1524 lakosa volt. 1910-ben a népszámlálás adatai szerint lakosságának 82%-a horvát, 6-6%-a cseh és magyar, 3%-a német, 2%-a szerb anyanyelvű volt. Pozsega vármegye Pozsegai járásának része volt. Az első világháború után 1918-ban az új szerb-horvát-szlovén állam, majd később (1929-ben) Jugoszlávia része lett. 1926-ban megalakult a „Zrinjski” labdarúgóklub. 1928-ban rendezték és ültették be növényritkaságokkal a város központi parkját, melyet később védetté nyilvánítottak. 1936-ban kezdte meg működését a Munkás kulturális és művészeti egyesület. A második világháború idején 1944. őszén kezdődtek meg a harcok a partizánok és a Független Horvát Állam alakulatai között. A partizán egységek szeptember 17-én hatoltak be először a városba, de két hónappal később a katonák kiszorították őket. 1944. december 3-án a hajnali órákban a partizánok aláaknázták és földig rombolták a Szent Miklós plébániatemplomot. A templomból mindössze egy kőív maradt. 1945. április 17-én megkezdődtek a végső harcok a település birtoklásáért, melyekben számos épület szenvedett súlyos károkat. Romokban hevert a 18. századi Trenk laktanya, a posta, az erdészet székháza és a községháza is. A harcokban több százan estek el mindkét oldalon. Május 11-ról 12-re virradó éjszaka a partizánok meggyilkolták Franjo Radović plébánost is.
A háborút követő agrárreform, az államosítások, a korábban sikeres vállalkozások ellehetetlenítése alaposan tönkretették a helyi gazdaságot. A korábban sikeres faipar, építőipar, malomipar, tejipar megszűnt, vagy veszteséges lett. 1946-ban megalakult a „Borac” labdarúgóklub, mely 1952-től „Slavija” néven működött. Megújult a könyvtár és olvasóterem. Megkezdte működését a nyolcosztályos iskola. 1961-ben fémszerelvények és boroshordók gyártására megalapították a „Metalija” vállalatot, a „Sloga” vállalat pedig fém és fatermékek gyártásával, forgalmazásával foglalkozott. A gazdaságpolitikai döntések következtében azonban a fejlesztések tekintetében Pozsega élvezett elsőbbséget. Egyre inkább Pozsega lett a térség politikai, igazgatási és gazdasági központja, ez pedig Pleternica visszaeséséhez, a lakosság csökkenéséhez, a gazdaság visszaeséséhez vezetett. 1963 és 1971 között felépítették az új plébániatemplomot, melyet Szűz Mária Legtisztább Szíve tiszteletére szenteltek. 1974-ben új hidat építettek az Orljaván. A település új áruházat kapott. 1977-ben megnyílt az új iskolaépület és megalakult a helyi kulturális és művészeti egyesület. 1991-ben lakosságának 94%-a horvát nemzetiségű volt. A délszláv háború nem érintette a települést, de sok helyi fiatal harcolt frontokon és halt hősi halált a horvát katonai alakulatokban. Pleternicát 1997. január 17-én városi rangra emelték. 2011-ben a városnak 3418, a községnek összesen 11323 lakosa volt. 2012-ben befejeződött a Vinogradska utca rekonstrukciója, melynek során a Dol-patak mentén sétány és kerékpárút épült. Tervben van a központi park átfogó rendezése is.

## Lakossága
| Lakosság változása | Lakosság változása | Lakosság változása | Lakosság változása | Lakosság változása | Lakosság változása | Lakosság változása | Lakosság változása | Lakosság változása | Lakosság változása | Lakosság változása | Lakosság változása | Lakosság változása | Lakosság változása | Lakosság változása | Lakosság változása |
| ------------------ | ------------------ | ------------------ | ------------------ | ------------------ | ------------------ | ------------------ | ------------------ | ------------------ | ------------------ | ------------------ | ------------------ | ------------------ | ------------------ | ------------------ | ------------------ |
| 1857               | 1869               | 1880               | 1890               | 1900               | 1910               | 1921               | 1931               | 1948               | 1953               | 1961               | 1971               | 1981               | 1991               | 2001               | 2011               |
| 911                | 960                | 1.049              | 1.247              | 1.271              | 1.524              | 1.571              | 1.682              | 1.733              | 1.860              | 2.347              | 3.210              | 3.618              | 3.838              | 3.739              | 3.418              |

## Gazdaság
Bár a település 1997-ben városi rangot kapott máig nem fejlett a gazdasága. Az ipari vállalkozói övezetet is csak az utóbbi évtizedben építették ki a vasútállomás közelében, a város keleti részén. Jelenleg négy, termeléssel és kereskedelemmel foglalkozó cég tevékenykedik itt kisszámú munkaerőt foglalkoztatva. A mezőgazdasági ágazatok közül kiemelkedik a szőlőtermesztés, mely régebben is a helyi gazdaság húzóereje volt. Az utóbbi időben az ősi Klikun szőlőhegyen újabb 23 hektár került betelepítésre. A lakosság nagy része ma is a mezőgazdaságból él, jobbára felaprózott területeken gazdálkodik. 2012-ben egy kisebb vizierőmű kezdte meg működését az Orljaván, mely község éjszakai elektromos áramellátását hivatott biztosítani.

## Nevezetességei
- A temetőben álló Szent Demeter templomot a 14. században építették gótikus stílusban egy kör alaprajzú őskori erődítmény alapjaira. Egyhajós épület sokszögű szentéllyel, szűk bejárati csarnokkal. A szentély tetejére védőtornyot építettek, melynek felső részén lőréseket alakítottak ki. Az apszist kívülről négy támpillér tartja. Szűk, gótikus ablakai vannak. A diadalíven két korinthoszi oszlopfő látható, míg a szentélyben háromrészes ülőfülke található. A külső falak többségét rajzok borítják.
- A Zrínyi és Frangepán téren áll az uradalmi borospince későbarokk épülete.[11] Az épületet a 19. század elején építtette a település központjában az uradalom akkori birtokosa Szvetich Jakab. Ma Klikun-pincének is nevezik. Az épület a déli oldali hozzáépítéssel „T” alaprajzú. Hosszanti oldala földszintből, emeletből és pincéből áll, míg a merőleges oldal földszintes. A boltozatos pince a 19. század elejének építészeti megoldását tükrözi. Az emelet mennyezete fagerendás, melyet szabályos rendben elhelyezett faoszlopok tartanak.
- A város közepén álló Nepomuki Szent János és a Pozsegára vezető út melletti Szent Rókus és Sebestyén tiszteletére szentelt kápolnát 1728 után építtette Imbsen báró az uradalom akkori birtokosa. A két kápolnát a 20. század második felében teljesen megújították.
- A település közepén 1945-ig állt az a kastély, amit a 18. század közepétől Trenk laktanyának is neveztek. Építtetője és pontos építési ideje sem ismert. Valószínűleg a pakráci kastéllyal egyidőben építették, mivel mindkét uradalomnak ugyanaz volt a tulajdonosa. Néhány szerző úgy véli, hogy Trenk Ferenc báró építette, míg mások úgy tartják, hogy a kastély régebbi, még Imbsen báró korából való. Legvalószínűbb építési ideje 1728 és 1745 között volt. Trenk Ferenc báró laktanyává építette át és ettől kezdve Trenk laktanyának nevezték. Ebben az épületben gyűjtötte össze és képezte ki a pandúrjait és innen küldte ki őket az európai hadszínterekre, Mária Terézia örökösödési háborúiba. Nagyméretű, szabályos négyszög alaprajzú, emeletes épület volt. Méretei nagyjából a pakráci kastély méreteivel egyeztek meg. Az épület a második világháborús harcokban súlyosan megrongálódott és 1945-ben lebontották. Anyagát nagyrészt széthordták, illetve a szövetkezet épületéhez használták fel. Mára nyoma sem maradt, de néhány gazdasági épülete ma is áll.

## Kultúra
- A Munkás kulturális és művészeti egyesület 1936-ban alakult. 1977-ben KUD Orljava néven alapították újra és 1982 óta minden év júniusában sikeresen rendezi meg a LIDAS („Lipanjski Dani Amaterskog Stvaralaštva”) kulturális és népművészeti fesztivált. Az eseményhez kapcsolódóan 1993 óta rendezik meg a „Cvjetići glazbe” gyermekzenei fesztivált.
- A helyi könyvtárat és olvasótermet 1907-ben nyitották meg. 2011-ben megkezdték a könyvtár új épületének építését. Állománya ma mintegy harmincezer kötetet számlál.
- A város legismertebb eseménye a Suzai Boldogasszony ünnepe, melyet 1955 óta minden évben megrendeznek. Az ünnep augusztus 23-án kezdődik és kilenc napig tart, ezért a helyi lakosság a „Devetnice” nevet adta neki.
- Az utóbbi években Moto bulls Pleternica motoros egyesület motorosfesztivált rendez.
- A helyi ifjúsági egyesület szervezésében kerül megrendezésre a „Pozdrav studentima” szórakoztató ifjúsági rendezvény

## Oktatás
A település első népiskolája még Mária Terézia idejében, az 1770-es években nyílt meg. 1909-ben magyar iskola nyílt itt, ennek működése azonban az első világháború végén megszűnt. A település első nyolcosztályos iskoláját 1952-ben nyitották meg. A helyi oktatás alapintézménye ma az elemi iskola, mely a délszláv háború után a helyi születésű ferences egyházi író Kajo Adžić Pleterničanin nevét vette fel. Több mint ezer tanulójával a tíz legnagyobb elemi iskola egyike ma az országban. Mai épülete 1977-ben nyílt meg, 2010-ben pedig új tornacsarnokot is kapott. Rajta kívül Pleternicán európai uniós támogatással CNC ipari szerszámgépek működtetéséhez szakképző iskola is működik. Régóta tervben van egy középiskola megnyitása is, mely az elemi iskola régi épületében működne. 2012-ben az elemi iskola mellett egy 150 fős óvoda építési munkálatai kezdődtek el.

## Sport
A város legnagyobb sporteredményeit a labdarúgás, a kézilabda és az asztalitenisz adta. A helyi labdarúgás kezdetei 1926-ig nyúlnak vissza, amikor megalakult a „Zrinjski” labdarúgóklub. Ma a helyi labdarúgást az NK Slavija Pleternica képviseli, mely a harmadik liga keleti csoportjában szerepel. A kézilabda és az asztalitenisz 1955-ben indult, de ma már nem jelentős. A 2000-es évek közepén két salakos teniszpálya épült a városban, 2010-ben pedig új sportcsarnokot építettek. 2011-ben műfüves kispályát kaptak a labdarúgók. 
2015-ben fogathajtó európabajnokság színhelye volt a város

## Egyesületek
- Önkéntes tűzoltóegylet, alapítva: 1892-ben
- ”Šljuka” vadásztársaság, alapítva: 1926-ban
- Sporthorgász egyesület, alapítva: 1956-ban
- Pleternica lótenyésztő egyesület, alapítva: 1974-ben
- „Orljava” kulturális és művészeti egyesület, alapítva: 1977-ben
- „Klikun” hegymászó egyesület, alapítva: 1983-ban
- „Zlatna dolina” repülőklub, alapítva: 1990-ben
- „Grbavica” sport és rekreációs egyesület, alapítva: 2001-ben
- „Bulls Pleternica” motorosklub, alapítva: 2007-ben
- „Mladi za mlade Pleternice” ifjúsági egyesület, alapítva: 2010-ben

Említésre méltó még a horvát nőegylet, a rádióamatőrök egyesülete, a roma egyesület és a „Zlatna dolina” film és videoklub.